# Lithacodia polygramma
Lithacodia polygramma là một loài bướm đêm trong họ Noctuidae.